# Église Saint-Pierre-ès-Liens de Champagnac
L'église Saint-Pierre-ès-Liens est une église située à Champagnac, dans le département français de la Charente-Maritime en région Nouvelle-Aquitaine.

## Historique
Comme beaucoup d'églises de Saintonge, celle de Champagnac se trouve sur le chemin des pèlerins de Saint-Jacques de Compostelle, et sur le tracé d'une ancienne voie antique, celle qui reliait Saintes à Coutras. La construction, remarquablement homogène date pour une grande partie du XIIe siècle. La façade, restaurée en 1865, est garnie d’un grand  portail. Le clocher, qui date en partie du XIVe siècle, est accolé à l'édifice, au sud de la quatrième travée sur une chapelle  quadrangulaire. L’intérieur est couvert de  voûtes sur croisées d’ogives. Les nervures reposent sur des colonnes rondes adossées. Sur la partie orientale de l'église on peut observer des corbeilles ornées d’un décor végétal  complété dans les angles par des figures humaines et animales. On y voit par exemple des masques grimaçants, des visages aux  pommettes saillantes, des visages féminins et plusieurs têtes d’oiseaux.
Le clocher renferme deux cloches, fondues en décembre  1824.
L'église est classée au titre des monuments historiques par arrêté du 24 novembre 1923.